# Sarah Sailer
Sarah Sailer née le 8 décembre 1996 à Schwäbisch Hall, est une ancienne cycliste allemande, spécialiste du BMX.

## Biographie
Au championnat du monde à Auckland en 2013, après avoir pris une médaille de bronze en contre-la-montre juniors, elle chute lourdement dans la finale de la compétition élite contractant une déchirure du foie qui l'a vit sortir des compétitions pendant presque deux ans. Elle a vécu à Zoetermeer aux Pays-Bas où les possibilités d'entraînement au BMX étaient meilleures.

## Palmarès en BMX

### Championnats du monde
- 2013
  -  Médaillée de bronze en contre-la-montre juniors

### Championnats d'Europe
- 2013
  -  Championne d'Europe juniors
- 2016
  -  Championne d'Europe

### Championnats nationaux
- 2016
  - 2e du championnat d'Allemagne
- 2017
  - 3e du championnat d'Allemagne

### Autres
- 2016
  - Coupe d'Europe - étape de Calais (France) : 2e
- 2017
  - Coupe d'Europe - étape de Erp (Autriche) : 3e